# 乌采德尔
乌采德尔（德語：Utzedel）是德国梅克伦堡-前波美拉尼亚州的市镇，隶属于梅克伦堡湖区县。总面积为25.98平方千米，截至2023年12月31日总人口为446人。